# ۱۲۳۸ (خورشیدی)
۱۲۳۸ هزار و دویست و سی و هشتمین سال هجری خورشیدی، سالی کبیسه است.